# Gadożer (zwyczajny)
Gadożer (zwyczajny), krótkoszpon (Circaetus gallicus) – gatunek dużego, przeważnie wędrownego ptaka drapieżnego z rodziny jastrzębiowatych (Accipitridae).

## Systematyka
Często za podgatunki gadożera uznawano gadożera prążkowanego (C. beaudouini) i białobrzuchego (C. pectoralis), gdyż w rejonach, gdzie ich zasięgi występowania nakładają się na siebie, zdarzają się mieszane pary. Obecnie wyróżnia się dwa podgatunki C. gallicus:
- C. g. gallicus (J.F. Gmelin, 1788) – od południowo-zachodniej Europy do Azji Środkowej i północno-zachodnich Chin oraz Indie i północno-zachodnia Afryka
- C. g. sacerdotis N. Ng, Christidis, Olsen, Norman & Rheindt, 2017 – Małe Wyspy Sundajskie

Opisano też podgatunek heptneri mający obejmować populację ze wschodniej Azji, ale zmienność geograficzna ma tam charakter ekokliny.

## Występowanie
Zamieszkuje południową (od Portugalii, Hiszpanii i Francji), środkową i wschodnią Europę, zachodnią, środkową i południową Azję oraz północno-zachodnią Afrykę. Izolowana, osiadła populacja na Małych Wyspach Sundajskich w Indonezji. Populacja z Indii również osiadła, pozostała część populacji wędrowna. Przeloty w kwietniu–maju, a odloty od sierpnia do października. Europejska populacja pokonuje dalekie dystanse i zimuje w Afryce w strefie Sahelu.
W Polsce niegdyś liczniejszy, obecnie skrajnie nielicznie lęgowy i bliski wymarcia (w latach 2013–2018 jego liczebność szacowano na 2–5 par). Niegdyś był uznawany za ptaka lęgowego niemal całej Polski, aktualnie gniazduje wyłącznie na wschodzie kraju, na przełomie XX i XXI wieku lęgi stwierdzano w Puszczy Białowieskiej, Sandomierskiej i Augustowskiej, na Bagnach Biebrzańskich, Lubelszczyźnie i prawdopodobnie w Bieszczadach. Obecnie (2020) jedynym pewnym miejscem występowania jest Puszcza Solska na Lubelszczyźnie, choć ptak ten w sezonie lęgowym bywa regularnie obserwowany na wschodzie kraju i pojedyncze pary mogą gdzieś jeszcze gniazdować. Przelotem może być spotykany w całym kraju. W Europie Środkowej jego zasięg ogranicza się właściwie tylko do wschodniej Polski, a poza tym do Słowacji i Węgier.

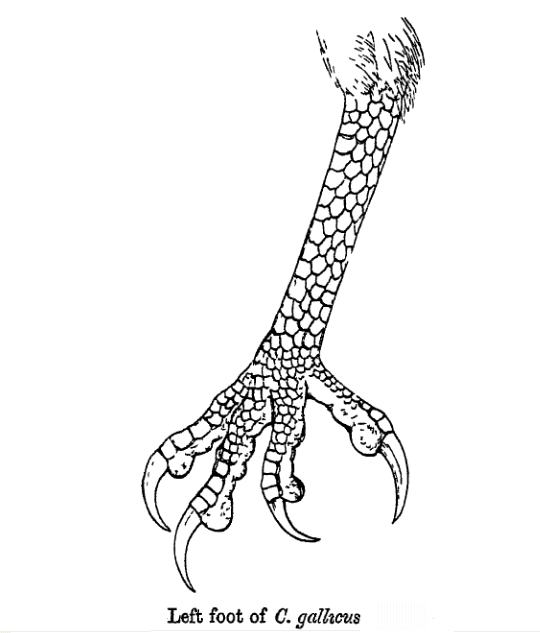
Krótkie szpony gadożera, od których wzięła się jego alternatywna nazwa

## Morfologia

### Wymiary średnie
- Długość ciała 62–67 cm[13]
- Rozpiętość skrzydeł 170–185 cm[14][13]
- Masa ciała: samce 1,2–2 kg, samice 1,3–2,3 kg[8]

### Wygląd
Brak dymorfizmu płciowego, choć samica nieco większa od samca. Grzbiet brązowo-brunatny, spód jasny, niemal biały z drobnymi plamkami układającymi się w brunatne, poprzeczne pręgi. Brak ciemnych plam nadgarstkowych na spodzie skrzydła, co odróżnia go m.in. od rybołowa. Głowa i szyja może być ciemniejsza i odcinać się od jasnej piersi i brzucha. Duże żółte oczy są skierowane ku przodowi, głowa duża, okrągła, podobna do sowiej. Dziób niebiesko-czarny z sinoszarą woskówką. Wąski i równo ścięty ogon, na którym widać cztery ciemne pręgi. Młodociane mają jaśniejszy grzbiet.
Podgatunek C. g. sacerdotis jest nieco mniejszy i bardziej blado ubarwiony od podgatunku nominatywnego.

## Biotop
Rozległe, wilgotne lasy, głównie stare kompleksy sosnowe (też torfowiska, mszary i olsy), w otoczeniu których znajdują się otwarte tereny podmokłe (bagna i mokradła), gdzie poluje. Zasiedla głównie cieplejsze rejony, co wynika z diety złożonej ze zwierząt zmiennocieplnych, których liczebność jest ograniczającym czynnikiem dla populacji gadożera.

## Okres lęgowy

### Gniazdo
To luźna konstrukcja, na wysokim drzewie w jego szczytowej części, w sporej odległości od pnia. Gniazdo jest dobrze ukryte wśród gałęzi, choć nie osiąga dużych rozmiarów. Zbudowane z niewielkich patyków. Gadożery są silnie terytorialne w czasie wyprowadzanie lęgów. Para może wykorzystywać gniazdo przez wiele lat.

### Jaja

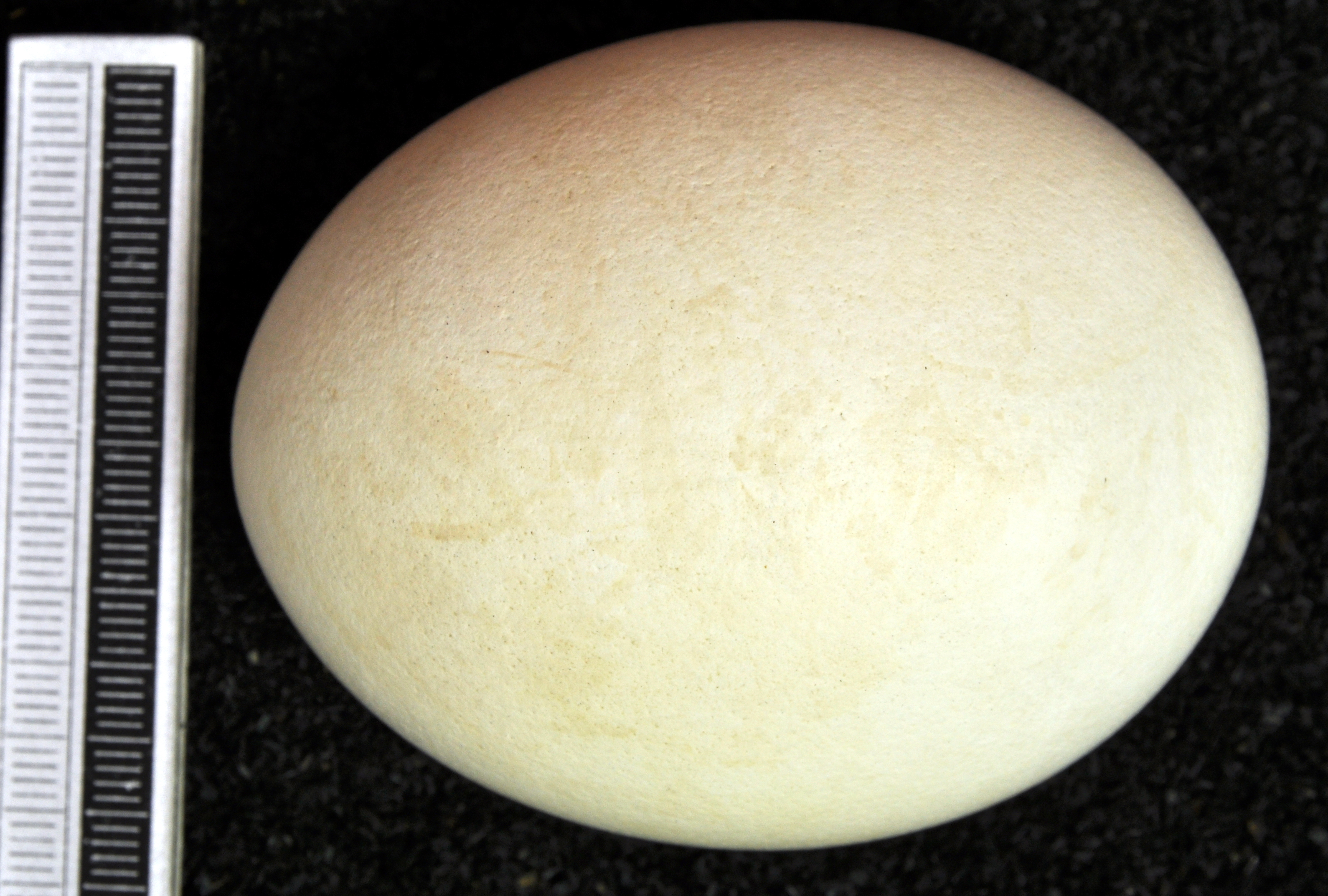
Jajo

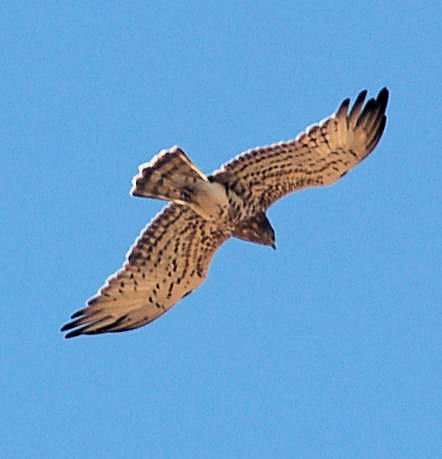
Gadożer w locie

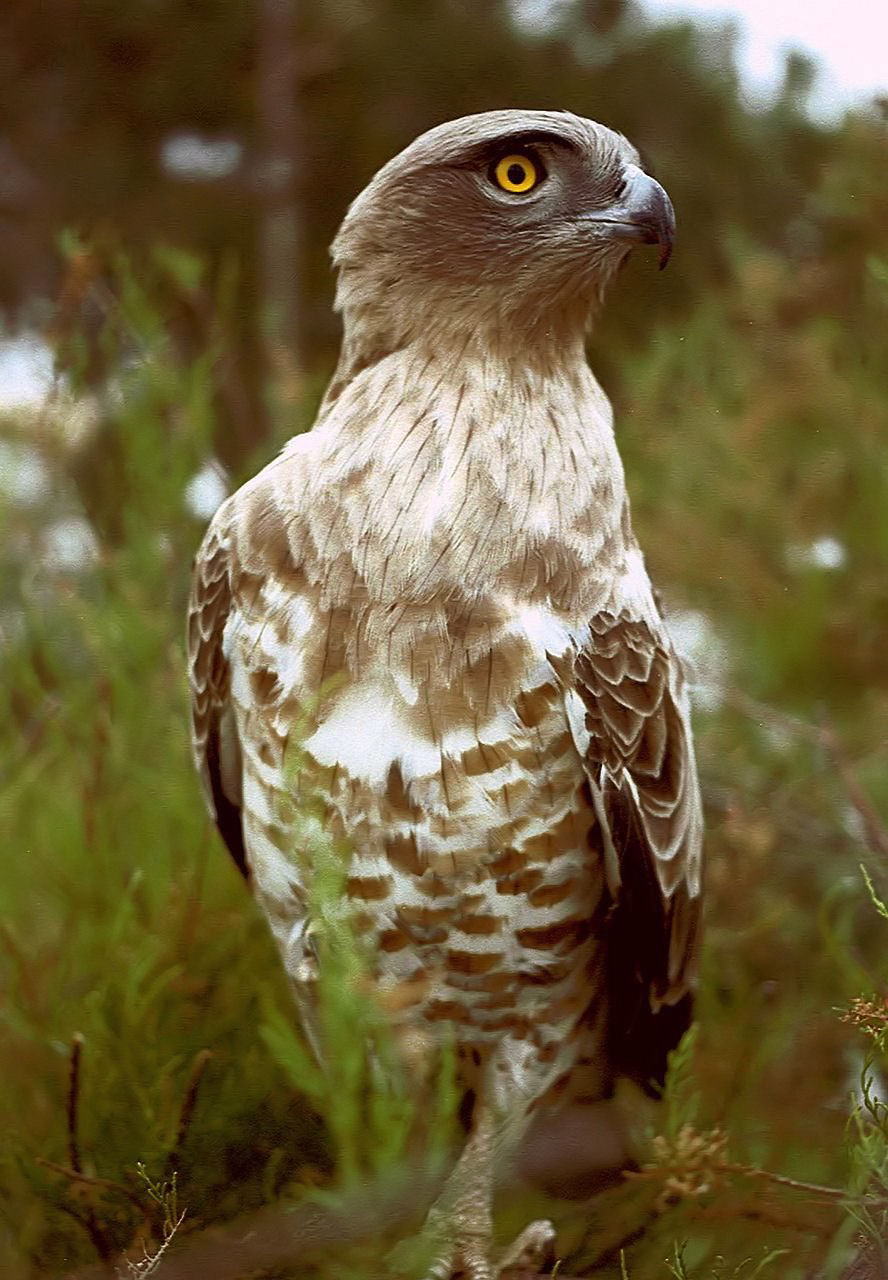
Gadożer widziany z przodu

W ciągu roku wyprowadza jeden lęg, składając pod koniec kwietnia lub w maju jedno białe jajo (czasem dwa). Długość jaja to około 70 mm. Niewielka liczba jaj w zniesieniu wynika z wąskiej specjalizacji pokarmowej, bo u innych ptaków drapieżnych samice znoszą zwykle 3–4 jaja. Większa liczba młodych sprawiałaby większe problemy ze zdobyciem wystarczającej ilości pokarmu. Z drugiej strony jajo jest duże i ciężkie, waży ok. 150 g.
Gadożer to ptak monogamiczny, w pary łączy się tylko na okres lęgów.

### Wysiadywanie i dorastanie
Jajo wysiadywane jest przez okres około 35–45 dni przez obydwoje rodziców. Gdy rodzice przynoszą ofiarę (początkowo głównie samiec) młodym, składają ją w zagłębienia gniazda. Matka mniejszym pisklętom może rozrywać pokarm na kawałki. Starsze potomstwo robi to samemu, a czasem stara się wyrywać żyjące gady czy płazy z dzioba rodzica. Pisklęta, gniazdowniki, opuszczają gniazdo dopiero po około 60–80 dniach, kiedy to rodzice przestają je karmić. Młode mogą być w gnieździe nawet jeszcze we wrześniu, co nie jest typowe u innych drapieżnych. Do lęgów przystępują w 3–4 roku życia.

## Pożywienie
Niemal wyłącznie płazy i gady, w tym jaszczurki. Poluje również na węże dochodzące do 2 metrów długości, np. w Polsce głównie żmije zygzakowate i zaskrońce, choć nie zwraca uwagi na ich jadowitość. Chroni się przed ich jadem jedynie za pomocą gęstego upierzenia skrzydeł (razy węża kierowane są na niewrażliwe pióra), choć dzięki swym sprawnym unikom i umiejętnemu łapaniu (łamiąc kręgosłup) nie jest zwykle kąsany. Same łapy gadożera są pokryte grubą i twardą łuską rogową, co jest dodatkowym zabezpieczeniem, którego nie mają inne ptaki drapieżne. Charakterystycznym dostosowaniem są też krótkie szpony. Uzupełnienie diety mogą stanowić ssaki, ptaki i owady.
Dieta jest więc bardziej wyspecjalizowana niż w przypadku np. kani rudej, co ogranicza jednocześnie jego występowanie i jest dość rzadkim zawężeniem preferencji pokarmowych u ptaków drapieżnych. W czasie polowania pomaga mu duża zręczność w walce z ofiarą. Zwykle węża zabija uderzając go w głowę i wbijając swe szpony w jego ciało. Gady połyka zazwyczaj w całości. Powoduje to osobliwy widok i proces u odpoczywającego osobnika, któremu powiodło się polowanie. Z dzioba gadożera może wystawać wtedy część ofiary np. ogon jaszczurki lub węża, podczas gdy ich głowa jest już trawiona w żołądku. Zdobycz zwisa też z dzioba tego drapieżnika, gdy przynosi swą zdobycz młodym. Do polowania zabiera się później niż inne ptaki, a nawet gdy te wracają już na odpoczynek. Wylatuje na łowy wczesnym popołudniem, bo w tej najcieplejszej porze dnia największą aktywność wykazują zmiennocieplne gady i płazy. W czasie zawisającego lotu, podobnego do myszołowów, gdy wypatruje swych ofiar, opuszcza nogi. Może oddalać się nawet do 20 km od gniazda.

## Status i ochrona
Międzynarodowa Unia Ochrony Przyrody (IUCN) uznaje gadożera za gatunek najmniejszej troski (LC – least concern) nieprzerwanie od 2006 roku. Liczebność światowej populacji szacuje się (2015) na około 100–200 tysięcy dorosłych osobników, z czego Europę zamieszkuje 35 100 – 41 800 dorosłych osobników. Trend liczebności populacji uznaje się za stabilny.
Wymieniony w I załączniku Dyrektywy ptasiej, który wyszczególnia gatunki objęte szczególnymi środkami ochronnymi, obejmującymi także ich siedliska.
W Polskiej czerwonej księdze zwierząt z 2001 roku uznany za krytycznie zagrożony (CR – critically endangered), tę samą kategorią otrzymał na Czerwonej liście ptaków Polski z 2020 roku. W Polsce objęty ochroną gatunkową ścisłą, wymaga ochrony czynnej. Wokół gniazd gadożerów obowiązuje strefa ochronna: przez cały rok w promieniu do 200 m, a okresowo (od 1 marca do 30 września) – w promieniu do 500 m od gniazda.